# 張民善
張民善（1928年9月1日），中華民國陸軍將領。1964年湖口兵變弭平人之一，前陸軍總司令部陸戰發展委員會副主委、退輔會武陵農場第七任場長。

## 生平
安徽省渦陽縣人，共有兄弟四人。張民善排行老三，對日抗戰勝利後，從安徽阜陽國立二十一中畢業，投筆從戎考取空軍機械學校譯電班第一期，畢業結訓後隨著部隊到東北瀋陽，參加過戰役。
1947年，就近在北京駐地報名，考上了遠在四川成都的陸軍官校22期，22期同學後來成名將的有羅本立、黃幸強、程邦治、汪多志等人。
1949年，國共內戰爆發，畢業後的張民善，隨著部隊轉進，後來被分發到台灣鳳山，投入孫立人將軍成立的第四軍官訓練班擔任區隊長，負責訓練在台灣招收的新兵和學員生。之後，又被調到陸軍第67軍67師200團3營7連，擔任中尉副連長，一直做到42砲少校連長後到政工幹校監察班受訓。
1963年結訓分發到新竹湖口陸軍裝甲兵第一師，擔任少校監察官，代理政三科長。
1964年1月21日，中華民國陸軍裝甲兵副司令趙志華少將，在台灣新竹縣湖口鄉裝甲兵基地，發動的一起政變未遂事件，史稱湖口兵變。由於當時擔任值星官的張民善和政戰處處長朱寶康中校等幹部，面對變局時，能夠以智慧與果斷的態度，處置得宜，即時化解了一場危機。
湖口兵變事件弭平之後，相關有功人員得予獎勵。張民善也獲得中華民國總統蔣中正召宣嘉勉，獲頒干城獎章及政戰楷模獎章各一座及獎金新台幣1萬元，同年，當選第十五屆國軍戰鬥英雄。
張民善的軍旅生涯歷任連、營、團、旅、師長、副軍長及陸軍總司令部陸戰發展委員會副主委（中將缺），外離島金門、馬祖、澎湖輪調八次，戌守大膽島二膽島前線，服務軍職37年。
1986年轉任行政院退輔會武陵農場第七任場長，任期8年9個月，勵精圖治，策畫武陵農場轉型為觀光精緻農業。完成製茶廠100坪，同時於武陵「山頂區」與「中谷」種植4公頃高山茶。曾率台灣的農技專家，協助泰國剷平鴉片田，改植花卉和高山果樹，大大提高當地農民的收入，獲泰王蒲美蓬召見表揚，享譽國際。

## 著作
| 年份   | 書名                               | 出版社           | ISBN               |
| 2022年 | 《允武允農大丈夫: 張民善將軍口述》 | 中華孫立人研究會 | ISBN 9789869817929 |

## 荣誉

### 中華民國勳章獎章
- 中華民國第十五屆國軍戰鬥英雄